# رازی‌کند
رازی‌کند (به ترکی آذربایجانی: Razy-Kend) یک منطقهٔ مسکونی در جمهوری آذربایجان است که در شهرستان ساعتلی واقع شده‌است.